# Lee Eun-ju

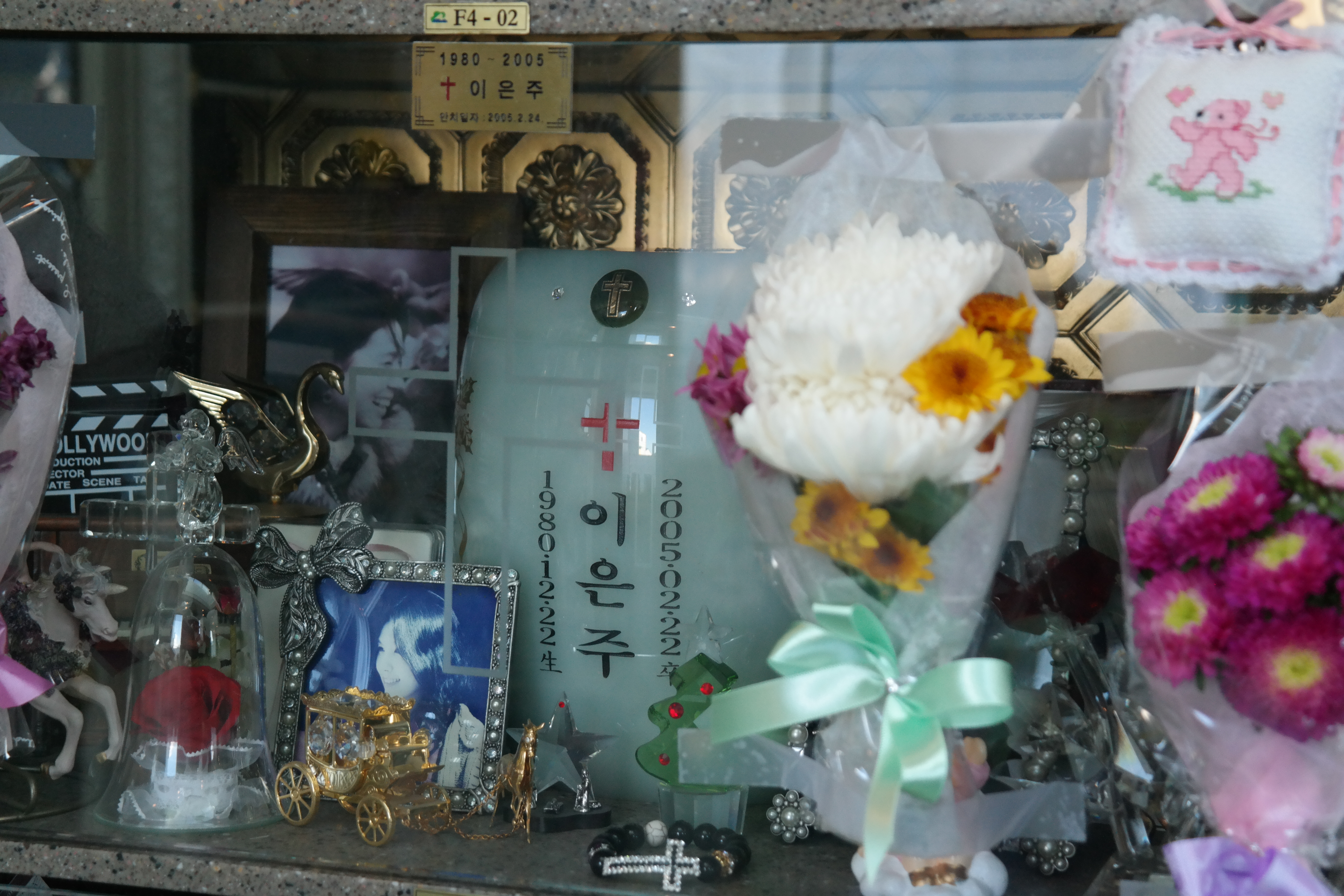
Lee Eun-jus Urne

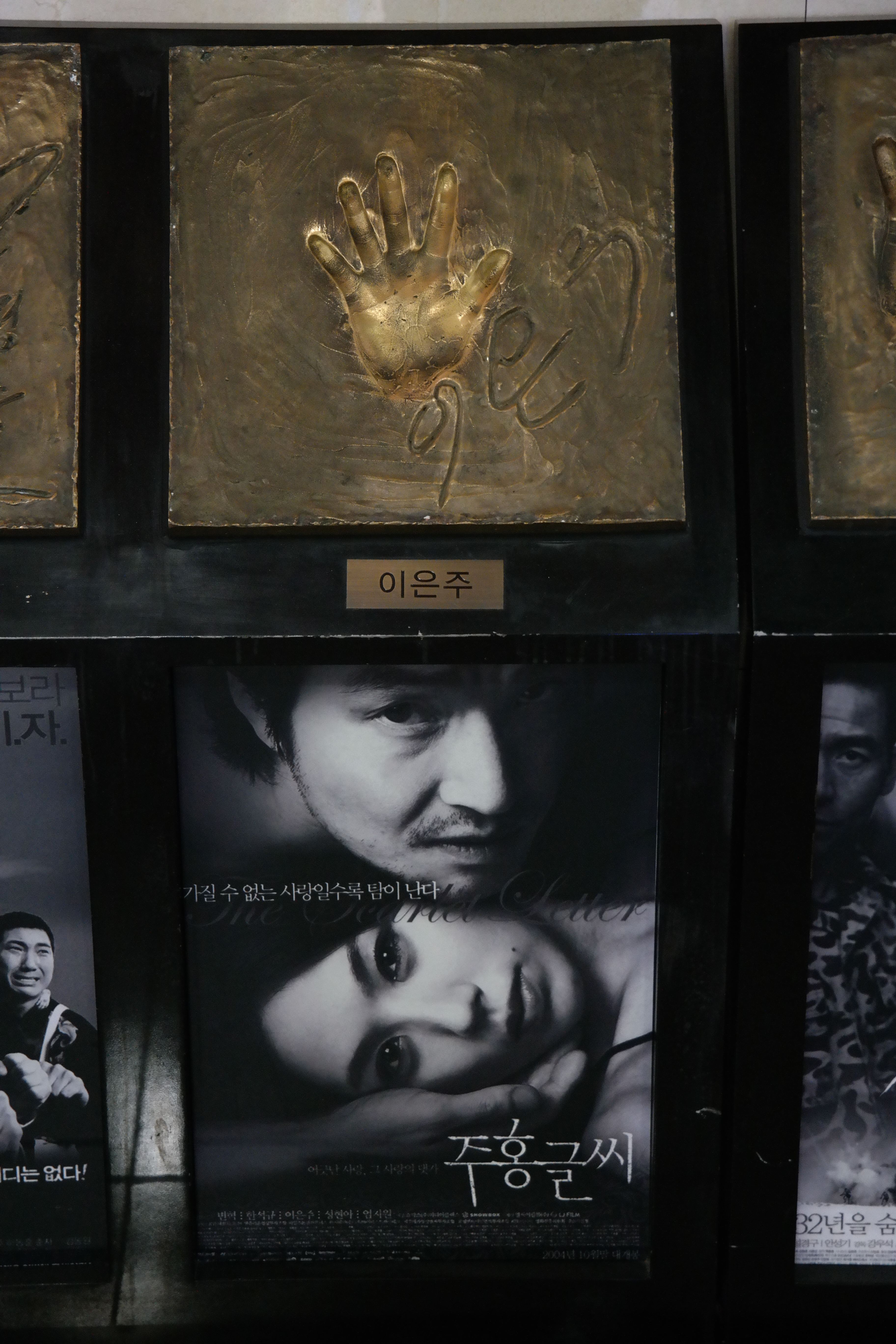
Lee Eun-jus Handabdruck und Unterschrift

Lee Eun-ju (* 22. Dezember 1980 in Gunsan, Jeollabuk-do; † 22. Februar 2005 in Seongnam) war eine südkoreanische Sängerin und Schauspielerin.

## Leben
Lee Eun-ju wurde mit 16 Jahren zunächst fürs Modeln entdeckt und spielte bereits zwei Jahre später ihre ersten Fernseh- und Filmrollen. Mit 20 Jahren war sie bereits sehr bekannt und ein vielversprechendes Talente des südkoreanischen Kinos. In ihren Filmrollen verkörperte sie oft eine unglückliche und tragische Figur, die am Ende des Films ums Leben kommt oder freiwillig in den Tod geht. Zu ihren bekanntesten Filmen gehören O! Sujeong (2000, von Hong Sang-soo), Bungee Jumping of Their Own (2001), Lover’s Concerto (2002), Brotherhood – Wenn Brüder aufeinander schießen müssen (2004) und The Scarlet Letter (2004). Es war ihr letzter Film, bevor sie sich am 22. Februar 2005 – nur wenige Tage nach ihrem Universitätsabschluss an der Dankook University – in ihrem Apartment das Leben nahm. Nach Aussagen der Familie hatte Eun-ju mit Depressionen zu kämpfen und seit der Darstellung einiger Nacktszenen in The Scarlet Letter weitere psychische Probleme.

## Filmografie

### Filme
- 1999: Rainbow Trout (송어 Songeo)
- 1999: Yeca (예카, Internet-Kurzfilm)
- 2000: O! Sujeong (오! 수정)
- 2000: Bloody Beach (해변으로 가다 Haebyeon-euro Gada)
- 2001: Bungee Jumping of Their Own (번지 점프를 하다 Beonji Jeompeu-reul Hada)
- 2001: Ahmijimong (아미지몽, Internet-Kurzfilm)
- 2002: Lover’s Concerto (연애소설 Yeonae Soseol)
- 2002: Unborn But Forgotten (하얀방 Hayanbang)
- 2003: The Garden Of Heaven (하늘정원 Haneul Jeongwon)
- 2004: Au Revoir, UFO (안녕! 유에프오 Annyeong! UFO)
- 2004: Brotherhood – Wenn Brüder aufeinander schießen müssen (태극기 휘날리며 Taegukgi Hwinallimyeo)
- 2004: The Scarlet Letter (주홍글씨 Juhong Geulssi)

### Fernsehserien
- 1997: Start (스타트, KBS2)
- 1998: Napryangteukseon 8 Bujeok (납량특선 8부작), Episode: Eoneu Nal Gapjagi (어느날 갑자기, SBS)
- 1998: White Nights 3.98 (백야 3.98 Baekya 3.98, SBS)
- 1999: KAIST (카이스트, SBS)
- 2000: Look Back in Anger (성난 얼굴로 돌아보라 Seongnan Eolgul-ro Dorabora, KBS2)
- 2004: Phoenix (불새 Bulsae, MBC)

## Auszeichnungen
- 2001: Grand Bell Award in der Kategorie Beste Nachwuchsdarstellerin für O! Sujeong
- 2004: MBC Drama Award in den Kategorien Bestes Paar mit Lee Seo-jin und Top Excellence Award, Schauspielerin für Phoenix
- 2005: Director’s Cut Award: Special Acting Award